# Gisara brauni
Gisara brauni är en fjärilsart som beskrevs av William Schaus 1928. Gisara brauni ingår i släktet Gisara och familjen tandspinnare. Inga underarter finns listade i Catalogue of Life.